# Anna Bolena (film 1920)
Anna Bolena (Anna Boleyn) è un film muto del 1920, diretto da Ernst Lubitsch. È noto in Italia anche col titolo Anna Bolena - Dramma storico.
Si tratta di una fastosa ricostruzione storica, lontana dalle corde del regista, debitrice del teatro di Max Reinhardt nelle scenografie e nei movimenti di massa.
Emil Jannings è un Enrico VIII carnale e animalesco, e tiene in pugno il film con il suo talento gigionesco.

## Trama
Per sposare la timida damigella di corte Anna Bolena, Enrico VIII divorzia dalla moglie Caterina d'Aragona, autoproclamandosi capo della Chiesa inglese.
Ma quando Anna non gli dà il sospirato erede maschio, lascia che essa sia decapitata per un inesistente adulterio e si sposa con Jane Seymour.

## Produzione
Il film fu prodotto dalla Messter Film GmbH (Berlin), Projektions-AG »Union« (PAGU) (Berlin), commissionato dall'Universum-Film AG (UFA) (Berlin) (Union-Film der Ufa). Venne girato dal luglio al novembre 1920 negli studi dell'Ufa-Freigelände Berlin-Tempelhof, Liepnitzsee e negli Ufa-Atelier Berlin-Tempelhof.

## Distribuzione
Con il visto di censura B.00841 del 27 novembre 1920, proibito ai minori, il film fu presentato in prima il 3 dicembre al Reform-Lichtspiele di Weimar.